# Nhóm ngôn ngữ Dogon
Nhóm ngôn ngữ Dogon là một nhóm ngôn ngữ/ngữ hệ nhỏ, được nói bởi người Dogon ở Mali, thường được cho là thuộc về ngữ hệ Niger-Congo lớn hơn. Có khoảng 600.000 người nói hàng chục ngôn ngữ. Chúng hầu hết là các ngôn ngữ có thanh điệu, ví dụ như tiếng Dogul, có hai thanh điệu; một số khác, như tiếng Donno So có ba thanh điệu. Thứ tự từ cơ bản là SOV.

## Mối quan hệ ngoại tại
Có ít bằng chứng cho mối liên hệ giữa nhóm ngôn ngữ Dogon với ngữ hệ Niger-Congo, và vị trí của chúng trong ngữ hệ (nếu có) là không rõ ràng. Có các giả thuyết khác nhau đã được đề xuất, là đặt chúng vào nhóm ngôn ngữ Gur, Mande hoặc đặt nó thành một nhánh độc lập, giả thuyết thứ hai hiện nay được ưa chuộng. Các ngôn ngữ Dogon cho thấy không có dấu vết còn sót lại của hệ thống lớp danh từ đặc trưng của phần lớn các ngôn ngữ Niger-Congo, các nhà ngôn ngữ học hàng đầu kết luận rằng chúng có thể đã tách khỏi ngữ hệ Niger-Congo từ rất sớm.
Các ngôn ngữ Bamana và Fula đã gây ảnh hưởng đáng kể đến nhóm ngôn ngữ Dogon, do mối quan hệ văn hóa và địa lý chặt chẽ của chúng.
Blench (2015) cho rằng tiếng Bangime và nhóm ngôn ngữ Dogon có thể có một lớp nền từ một nhánh "mất tích" của ngữ hệ Nin-Sahara đã tách ra khá sớm từ ngôn ngữ Nin-Sahara nguyên thủy và tạm gọi đó là nhánh "Cao nguyên".

## Phân loại nội tại
Calame-Griaule có lẽ là người đầu tiên tìm ra nhiều ngôn ngữ khác nhau của nhóm ngôn ngữ Dogon. Calame-Griaule (1956) đã phân loại các ngôn ngữ như sau, kèm theo địa bàn của các ngôn ngữ kể từ khi được phát hiện (dữ liệu được ghi nhận vào cuối năm 2005), hoặc đã được chứng minh là có thể hiểu được lẫn nhau (Hochstetler đã xác nhận các phương ngữ escarpment). Hai ngôn ngữ tiêu chuẩn được đánh dấu.
- Dogon Đồng bằng: Jamsai,* Trɔ tegu, đồng bằng miền Tây (phương ngữ: Togo kã, Tengu kã, Tomo kã)
- Dogon Vách núi (phương ngữ: Tɔrɔ sɔɔ, * Tɔmmɔ sɔɔ, Donno sɔ aka Kamma sɔ)
- Dogon Tây: Duleri, Mombo, Ampari - Penange; Nu
- Dogon cao nguyên Bắc: Bondum, Dogul
- Yanda
- Nanga: Nana, Bankan Tey (Walo), Ben Tey
- Tebul

Douyon và Blench (2005) ghi nhận một ngôn ngữ bổ sung, chưa được phân loại:
- Ana Tiŋa.

Blench cho rằng hậu tố chỉ số nhiều ở các danh từ cho thấy tiếng Budu gần gũi với tiếng Mombo nhất, vì vậy nó đã được tạm phân loại thuộc nhóm Dogon Tây như ở trên. Ông cũng cho rằng nhóm ngôn ngữ Wal-Kumbe tương tự về mặt từ vựng với tiếng Naŋa; Hochstetler nghi ngờ chúng thuộc nhóm ngôn ngữ Naŋa. Sự tương đồng giữa các ngôn ngữ này có thể được chia sẻ với tiếng Yanda. Tất cả những thứ này rất kém được biết đến.

## Ngôn ngữ tiền Dogon
Tiếng Bangime (Baɛgɛri mɛ), trước đây được coi là một nhánh khác biệt thuộc nhóm Dogon, nhưng theo Blench (2005b) thì nó hoàn toàn không thuộc nhóm Dogon, và có thể là một ngôn ngữ tách biệt. Blench cho rằng nó là dấu vết còn lại của các ngôn ngữ tiền Dogon của khu vực; nhóm ngôn ngữ Dogon dường như đã tồn tại trong khu vực này hàng ngàn năm.
Ngoài ra, Blench (2015) cũng cho rằng có một lớp nền Nin-Sahara (cụ thể là một nhánh đã biến mất hiện nay của Nin-Sahara mà Blench tạm gọi là "Cao nguyên") trong các ngôn ngữ Dogon.